# 貝里克郡、羅克斯堡和塞爾扣克 (英國國會選區)
貝里克郡、羅克斯堡和塞爾扣克（英語：Berwickshire, Roxburgh and Selkirk），英國國會一郡選區，位於蘇格蘭東南部，包括蘇格蘭邊區一部。創設於2005年。
本區自創設以來都支持自民黨。2010年大選中麥可·摩爾以45.4%連任成功。